# George Clinton
George Edward Clinton (Kannapolis, 22 de julho de 1941) é um cantor, compositor e produtor norte-americano.
Seu coletivo Parliament-Funkadelic (que gravou principalmente sob os distintos nomes de banda Parliament e Funkadelic) desenvolveu uma forma influente e eclética do funk durante a década de 1970, que se baseou em ficção científica, moda extravagante, cultura psicodélica e humor surreal. Ele lançou uma carreira solo com o álbum Computer Games de 1982 e passaria a influenciar o hip-hop dos anos 1990 e o G-funk. Ele é considerado, juntamente com James Brown e Sly Stone, como um dos principais inovadores do funk. Ele foi introduzido no Hall da Fama do Rock and Roll em 1997, ao lado de outros quinze membros do Parliament-Funkadelic. Em 2019, ele e o Parliament-Funkadelic receberam o Prêmio Grammy de Contribuição em Vida.

## Carreira

### Início
Clinton nasceu em Kannapolis, Carolina do Norte, Estados Unidos, cresceu em Plainfield, Nova Jersey, e atualmente reside em Tallahassee, Flórida. Durante a adolescência, Clinton formou um grupo doo-wop inspirado por Frankie Lymon & the Teenagers chamado The Parliaments, enquanto alisava cabelos em um salão de barbeiro em Plainfield.
O West End de Plainfield, Nova Jersey já foi o lar da Silk Palace, uma barbearia na Avenida Plainfield 216, de propriedade de Clinton, composta por vários membros do Parliament-Funkadelic e conhecida como "ponto de encontro de todos os cantores e músicos locais". na cena doo-wop, soul, rock e proto-funk de Plainfield nas décadas de 1950 e 1960.

### Décadas de 1960 e 1970
Por um período na década de 1960, Clinton foi compositor da Motown. Apesar do fracasso comercial inicial e de um grande hit, ("(I Wanna) Testify" em 1967), além de organizar e produzir dezenas de singles em muitas gravadoras independentes de soul music de Detroit, The Parliaments finalmente obtiveram sucesso sob os nomes Parliament e Funkadelic na década de 1970 (veja também P-Funk). Essas duas bandas combinaram elementos de músicos como Jimi Hendrix, Sly and the Family Stone, Frank Zappa e James Brown enquanto exploravam vários sons, tecnologia e lirismo. Clinton e Parliament-Funkadelic dominaram diversas paradas musicais durante a década de 1970, com mais de 40 singles de R&B (incluindo três número um) e três álbuns de platina.
De 1971 ao final de 1973, Clinton e vários outros membros da banda se estabeleceram em Toronto. Durante os anos em Toronto, eles aperfeiçoaram seu show ao vivo e gravaram o álbum America Eats Its Young, que foi o primeiro a apresentar Bootsy Collins.

### Década de 1980
Na década de 1980, Clinton começou a encontrar dificuldades legais decorrentes da aquisição da gravadora do Parliament da PolyGram, pela Casablanca Records. Ele gravou vários álbuns solo, embora todos esses registros apresentassem contribuições dos principais músicos do P-Funk. Esse período da carreira de Clinton foi marcado por vários problemas jurídicos, resultando em dificuldades financeiras devido a problemas de royalties e direitos autorais, principalmente com a Bridgeport Music, que Clinton alega que obteve de forma fraudulenta os direitos autorais de muitas de suas gravações.
Em 1982, Clinton assinou contrato com a Capitol Records sob dois nomes: o seu próprio como artista solo e o P-Funk All-Stars, lançando Computer Games em seu próprio nome no mesmo ano. O single "Loopzilla" alcançou o Top 20 nas paradas de R&B, seguido de "Atomic Dog", que alcançou o primeiro lugar no ranking de R&B e 101 no ranking pop. Nos quatro anos seguintes, Clinton lançou mais três álbuns de estúdio (VYou Shouldn't-Nuf Bit Fish, Some of My Best Jokes Are Friends, and R&B Skeletons in the Closet), bem como um álbum ao vivo, Mothership Connection (Live from the (Summit, Houston, Texas) e no ranking dos três singles R&B Top 30, "Nubian Nut", "Last Dance" e "Do Fries Go With That Shake?".
Ele também é um notável produtor musical que trabalha em quase todos os álbuns em que atua e produziu álbuns para Bootsy Collins e Red Hot Chili Peppers, entre outros. Em 1985, ele foi recrutado pelo Chili Peppers para produzir seu álbum Freaky Styley, porque os membros da banda eram grandes fãs do George Clinton e do funk em geral. Clinton escreveu os vocais e as letras da faixa-título, que foi originalmente planejada pela banda para ser deixada como uma peça instrumental. O álbum não foi um sucesso comercial na época. Em 1987, Clinton foi recrutado para escrever a canção-tema do The Tracey Ullman Show, "You're Thinking Right".

#### Influência
Em meados do final da década de 1980, muitos artistas de hip-hop e rap citaram a música anterior de Clinton como uma influência. Juntamente com James Brown, as canções de Clinton com o Parliament-Funkadelic eram frequentemente sampleiada por produtores de rap. "Claro, sampleiem minhas coisas ...", comentou ele em 1996.
Em 1989, Clinton lançou The Cinderella Theory pela Paisley Park, a gravadora de Prince. Isso foi seguido por Hey Man, Smell My Finger em 1993. Clinton então assinou contrato com a Sony 550 e lançou o T.A.P.O.A.F.O.M. (The Awesome Power of a Fully Operational Mothership) em 1996.

### Décadas de 1990 e 2000
Em 1994, Clinton contribuiu para várias faixas do álbum de estúdio do Primal Scream, Give Out But Don't Give Up. Em 1995, Clinton cantou "Mind Games" em Working Class Hero, um tributo a John Lennon. Na década de 90, Clinton apareceu em filmes como Graffiti Bridge (1990), House Party (1990), PCU (1994), Good Burger (1997) e The Breaks (1999). Em 1997, ele apareceu como ele próprio no programa Space Ghost Coast to Coast do Cartoon Network. Clinton também apareceu como a voz de The Funktipus, o DJ da estação de rádio funk Bounce FM no videogame Grand Theft Auto: San Andreas de 2004 , em que sua canção "Loopzilla" também apareceu.
O rapper Dr. Dre sampleiou a maioria das batidas de Clinton para criar sua música G-Funk. Em 1999, Clinton colaborou com Lil' Kim e Fred Durst no single "Get Naked", do grupo de rap metal Methods of Mayhem.
Exibindo sua influência no rap e hip hop, Clinton também trabalhou com Tupac Shakur na canção "Can't C Me" do álbum All Eyez on Me; Ice Cube na canção e no vídeo de "Bop Gun (One Nation)" no álbum Lethal Injection (que teve como sample, o hit "One Nation Under A Groove" do Funkadelic); Outkast na canção "Synthesizer" do álbum Aquemini; Redman na canção "J.U.M.P." do álbum Malpractice; Souls of Mischief em "Mama Knows Best" do álbum Trilogy: Conflict, Climax, Resolution; Killah Priest em "Come With me" do álbum Priesthood; o Wu-Tang Clan em "Wolves" do álbum 8 Diagrams.
Clinton fundou uma gravadora chamada The C Kunspyruhzy em 2003. Ele fez uma aparição em "Where Were We?", A estréia da segunda temporada do seriado de televisão da CBS How I Met Your Mother, em 18 de setembro de 2006.
Ele apareceu na introdução do álbum Tha Blue Carpet Treatment, de Snoop Dogg, lançado em 2007. Clinton também foi jurada do 5º Independent Music Awards anual para apoiar carreiras de artistas independentes.
Em 16 de setembro de 2008, Clinton lançou um álbum solo, George Clinton and His Gangsters of Love pela Shanachie Records. Em grande parte um álbum de covers, Gangsters apresenta participações especiais de Sly Stone, El Debarge, Red Hot Chili Peppers, RZA, Carlos Santana, a cantora gospel Kim Burrell e muito mais.
Em 10 de setembro de 2009, George Clinton recebeu o Urban Icon Award da Broadcast Music Incorporated. A cerimônia contou com o ex-associado do P-Funk, Bootsy Collins, além de artistas contemporâneos como Big Boi do  Outkast, e Cee-Lo Green do Goodie Mob.
Também em 2009, Clinton foi incluída no Hall da Fama da Carolina do Norte.

### Década de 2010

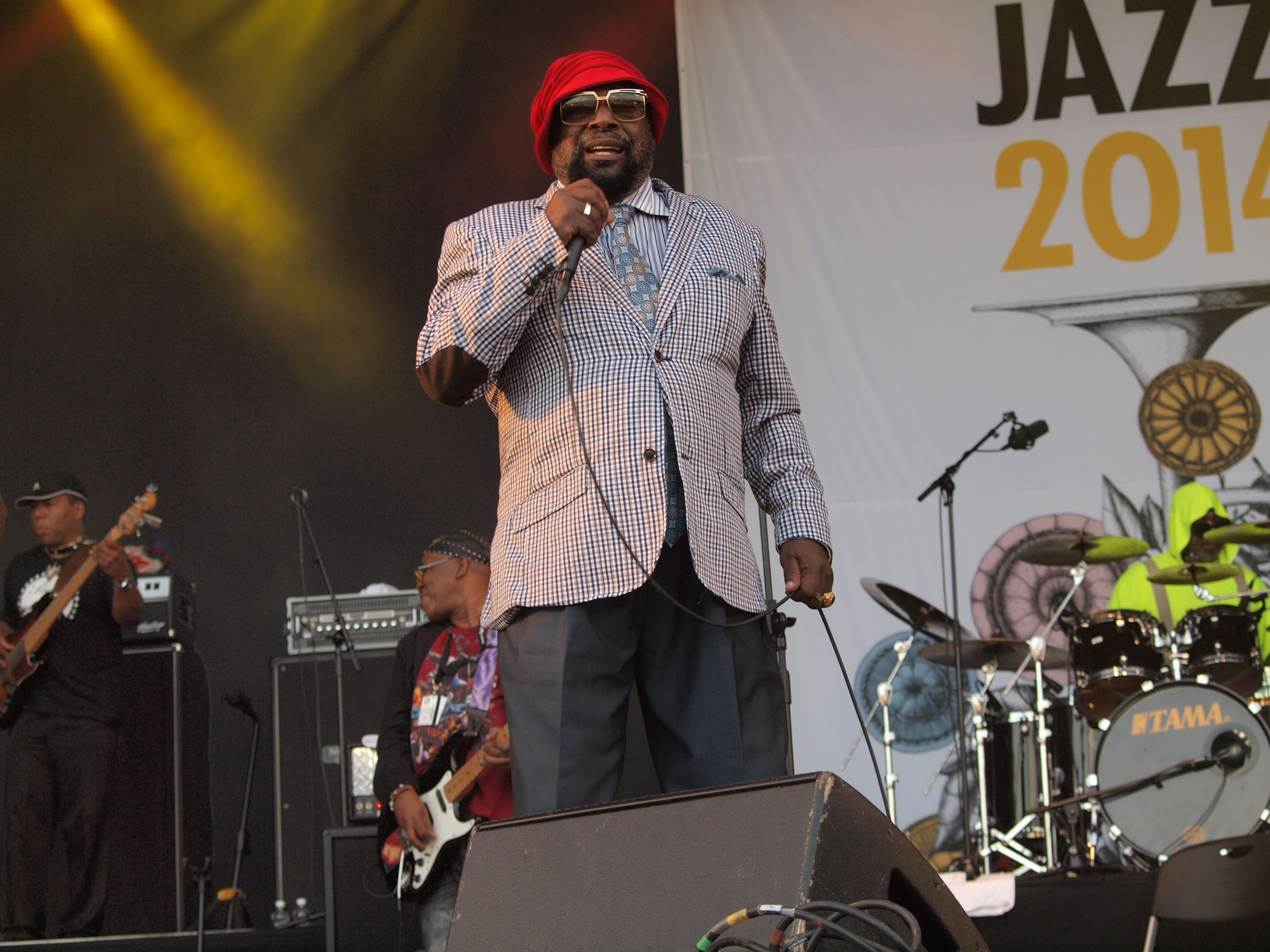
George Clinton e Parliament Funkadelic tocando no Pori Jazz 2014 na Finlândia.

Em 7 de março de 2010, Clinton vez a voz de uma versão alienígena colorida de si mesmo no filme para a televisão Freaknik: The Musical, produzido por T-Pain para o Adult Swim.
Em maio de 2012, Clinton recebeu um doutorado honorário em música da Berklee College of Music. Durante o show de início, Clinton se juntou ao P-Funk Ensemble da faculdade para tocar hits como "Testify", "Give Up the Funk" e "One Nation Under a Groove". Ele foi acompanhado pelos tocadores de metais de longa data, Bennie Cowan e Greg Thomas.
Clinton foi uma estrela convidada no programa de televisão  Loiter Squad do Odd Future no Adult Swim em 2013.
Em 27 de junho de 2015, Clinton se juntou a Mark Ronson, Mary J. Blige e Grandmaster Flash no palco do Festival de Glastonbury para apresentar o hit Uptown Funk de Ronson. Clinton também aparece com Kendrick Lamar na canção "Wesley's Theory" do álbum To Pimp a Butterfly.
Em março de 2017, Clinton apareceu na série de televisão do Adult Swim, FishCenter Live. Samuel Argyle, do The Outline, descreveu-o como "[o] episódio que faz o sentido narrativo mais coeso".
Clinton e o Parliament Funkadelic estavam programados para liderar a sétima edição anual do Treefort Music Fest em Boise, Idaho, em 2018. O lançamento de um novo álbum do Parlamento, Medicaid Fraud Dogg, foi anunciado em março de 2018 e lançado em 22 de maio do mesmo ano.
Em abril de 2018, Clinton anunciou que se aposentaria das turnês em maio de 2019. A Billboard relatou que Clinton havia sido submetido recentemente a cirurgia de marcapasso, mas disse que isso não foi um fator em sua decisão. Ele indicou que esperava que o Parliament-Funkadelic continuasse em turnê sem ele, dizendo: "Verdade seja dita, nunca foi realmente sobre mim. Sempre foi sobre a música e a banda. Esse é o verdadeiro legado do P-Funk. Eles ainda estar brincando muito depois que eu parar ". No início de 2018, ele disse à Rolling Stone que havia feito um holograma, sugerindo que a banda poderia "começar a tocar em Las Vegas".
Em dezembro de 2018, a Recording Academy anunciou que Clinton e a Parliament-Funkadelic receberiam o Lifetime Achievement Awards. Os prêmios foram apresentados em 11 de maio de 2019.
Clinton colaborou com Flying Lotus em seu novo álbum, Flamagra, lançado em 24 de maio de 2019. A faixa "Burning Down the House" foi co-escrita por Clinton.

## Vida pessoal
Clinton se casou com Stephanie Lynn Clinton em 1990. Em fevereiro de 2013, após 22 anos de casamento, ele pediu o divórcio.
Atualmente, Clinton é casado com Carlon Thompson-Clinton, sua gerente há mais de 10 anos.
Em 1º de fevereiro de 2010, o filho de Clinton, 50 anos, George Clinton, Jr., foi encontrado morto em sua casa na Flórida. Segundo a polícia, ele morreu de causas naturais e estava morto há vários dias.

## Discografia

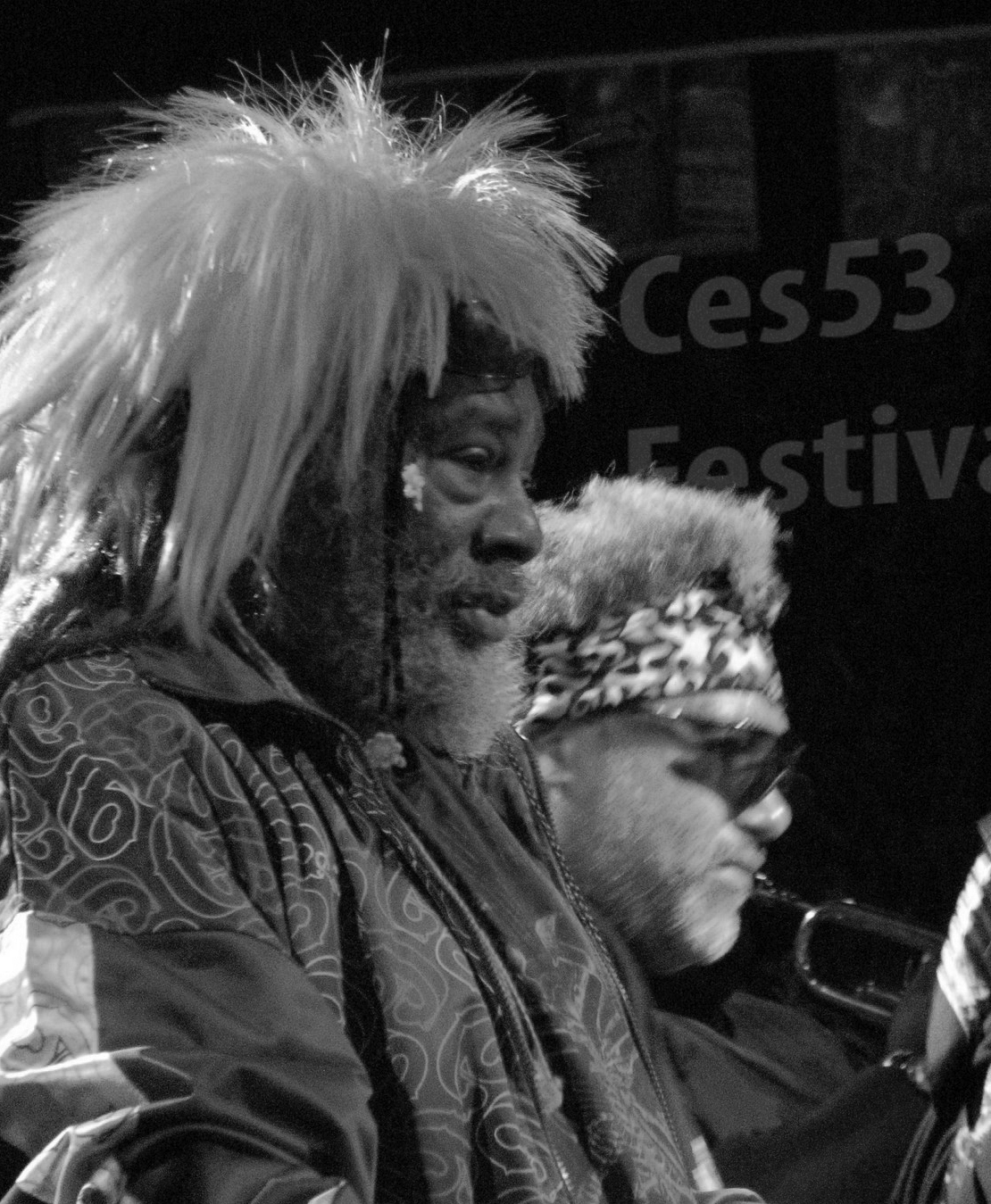
George Clinton se apresentando nos Países Baixos.

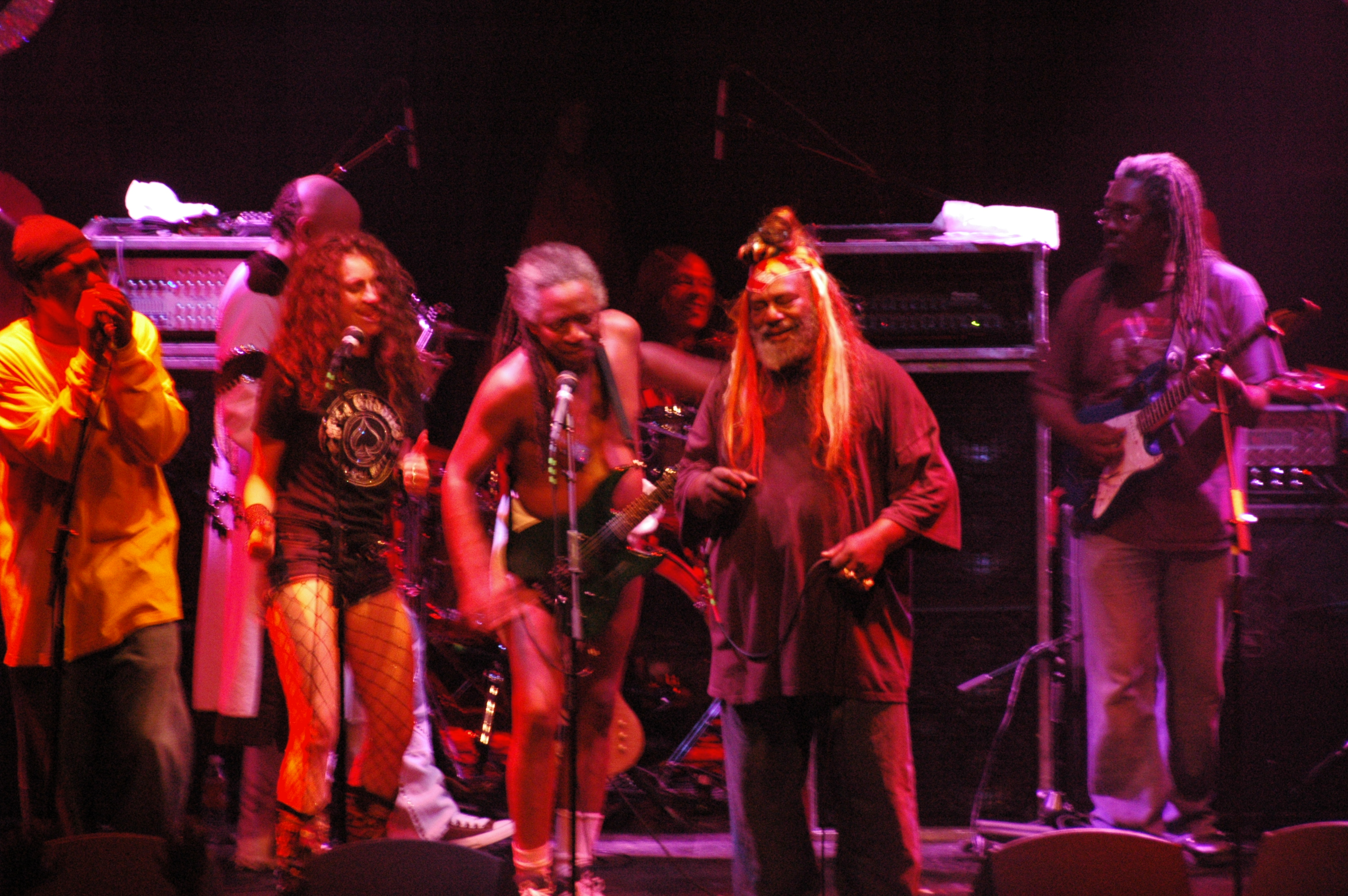
George Clinton se apresentando ao vivo no Texas.

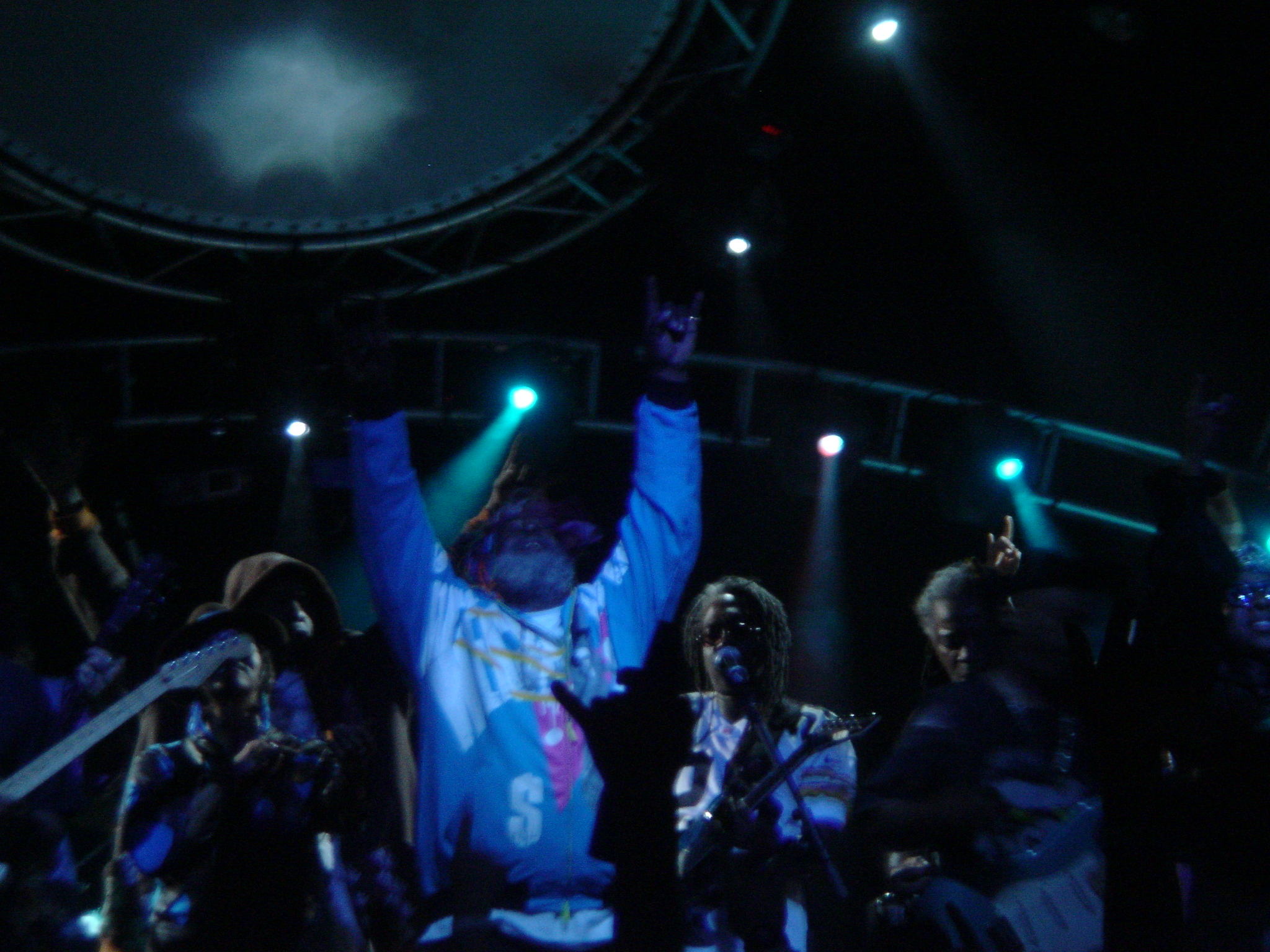
George Clinton em Long Beach 2009

### Álbuns de estúdio
| 1982                                   | Computer Games - Released: - Label: Capitol Records - Format:                                           | 40  | 3  |
| 1983                                   | You Shouldn't-Nuf Bit Fish - Released: - Label: Capitol Records - Format:                               | 102 | 18 |
| 1985                                   | Some of My Best Jokes Are Friends - Released: - Label: Capitol Records - Format:                        | 163 | 17 |
| 1986                                   | R&B Skeletons in the Closet - Released: - Label: Capitol Records - Format:                              | 81  | 17 |
| 1989                                   | The Cinderella Theory - Released: - Label: Paisley Park Records - Format:                               | 192 | 75 |
| 1993                                   | Hey Man, Smell My Finger - Released: - Label: Paisley Park Records - Format:                            | 145 | 31 |
| 1993                                   | Dope Dogs - Released: - Label: XYZ - Format:                                                            | —   | —  |
| 1996                                   | T.A.P.O.A.F.O.M. - Released: - Label: Sony 550 Music - Format:                                          | 121 | —  |
| 2005                                   | How Late Do U Have 2BB4UR Absent? - Released: September 6, 2005 - Label: The C Kunspyruhzy - Format: CD | —   | —  |
| 2008                                   | George Clinton and His Gangsters of Love - Released: September 16, 2008 - Label: Shanachie - Format: CD | —   | 34 |
| "—" denota que não entrou nas paradas. | |     |    |

### Álbuns ao vivo
| Ano  | Detalhes                                                                                              |
| ---- | --- |
| 1976 | The Mothership Connection – Live from Houston - Lançamento: - Gravadora: Capitol Records - Formato:   |
| 1990 | Live at the Beverly Theater - Lançamento: - Gravadora: Westbound Records - Formato:                   |
| 1995 | Mothership Connection Newberg Session - Lançamento: - Gravadora: P-Vine - Formato:                    |
| 2004 | 500,000 Kilowatts of P-Funk Power (Live) - Lançamento: - Gravadora: Fruit Tree - Formato:             |
| 2006 | Take It To The Stage (Live) - Lançamento: - Gravadora: Music Avenue - Formato:                        |
| 2015 | P-Funk Live at Metropolis - Lançamento: 31 de julho - Gravadora: Metropolis - Formato: Vinil, CD, DVD |

### Álbuns da Family Series
| Ano  | Título                      | Gravadora |
| ---- | --------------------------- | --------- |
| 1992 | Go Fer Yer Funk             | Nocturne  |
| 1992 | Plush Funk                  | Nocturne  |
| 1993 | P Is the Funk               | Nocturne  |
| 1993 | Testing Positive 4 the Funk | AEM       |
| 1993 | A Fifth of Funk             | AEM       |
| 1995 | The Best (coletânea)        | P-Vine    |

### EPs
| Ano  | Detalhes                                                                   |
| ---- | -------------------------------------------------------------------------- |
| 1988 | Atomic Clinton! (EP) - Lançamento: - Gravadora: Capitol Records - Formato: |
| 1990 | Atomic Dog (EP) - Lançamento: - Gravadora: Capitol Records - Formato:      |

### Singles solo
| 1982                                   | "Loopzilla"                                                                                  | 19 | 48 | 57 | Computer Games              |
| 1982                                   | "Atomic Dog"                                                                                 | 1  | 38 | 94 | Computer Games              |
| 1983                                   | "Nubian Nut"                                                                                 | 15 | —  | —  | You Shouldn't-Nuf Bit Fish  |
| 1986                                   | "Do Fries Go with That Shake?"                                                               | 13 | —  | 57 | R&B Skeletons in the Closet |
| 1986                                   | "R&B Skeletons (In the Closet)"                                                              | —  | —  | —  | R&B Skeletons in the Closet |
| 1989                                   | "Why Should I Dog You Out?"                                                                  | —  | —  | —  | The Cinderella Theory       |
| 1989                                   | "Tweakin'"                                                                                   | —  | —  | —  | The Cinderella Theory       |
| 1993                                   | "Paint The White House Black"                                                                | —  | —  | —  | Hey Man, Smell My Finger    |
| 1993                                   | "Martial Law                                                                                 | —  | —  | —  | Hey Man, Smell My Finger    |
| 1996                                   | "If Anybody Gets Funked Up (It's Gonna Be You)" (como George Clinton & the P-Funk All-Stars) | 13 | —  | 97 | T.A.P.O.A.F.O.M.            |
| "—" denota que não entrou nas paradas. |                                                                                              |    |    |    |                             |